# Aeschropteryx incaudata
Aeschropteryx incaudata là một loài bướm đêm trong họ Geometridae.